# Hans Råstam
Hans Råstam (9 de enero de 1923 - 1 de octubre de 2007) fue un director, actor y dramaturgo de nacionalidad sueca.

## Biografía
Su verdadero nombre era Hans Olof Persson, y nació en el Municipio de Vetlanda, Suecia, siendo sus padres Yngve Persson, un ingeniero, y Anna Maria Andersson.
Tras su examen de graduación en Örebro en 1944, Råstam fue presidente del teatro de estudiantes de Upsala en 1945–1947, ayudante de dirección del Stadsteater de Gotemburgo en 1948–1950, profesor de su escuela en 1949, y director en el Atelierteatern de Gotemburgo en 1953, dirigiendo ese teatro entre 1954 y 1960. También fue intendente y director en el Stadsteater de Upsala en 1960–1964, y director en el Borås stadsteater en 1964–1981 y 1985–1986. Entre 1981 y 1984 fue director del Teatro Infantil y Juvenil del Condado de Älvsborg.
Råstam escribió la pieza teatral Conny, la cual dirigió en el Stadsteater de Upsala en 1962, luego en el Borås Stadsteater, y también para la Sveriges Television en Gotemburgo. Su obra Spelöppning fue la pieza inaugural del nuevo centro cultural de Borås en 1975. Tras un largo período de investigación, Råstam escribió I vävarstad, una pieza relacionada con la lucha sindical en el Borås del cambio de siglo.
Hans Råstam estuvo casado entre 1949 y 1974 con la dentista Solveig Nilsson (1920–2005). La pareja tuvo tres hijos: la profesora de psiquiatría Maria Råstam (nacida en 1948), Niklas Råstam (nacido en 1952) y el periodista y músico Hannes Råstam (1955–2012).
Desde 1975 hasta su muerte estuvo casado con la artista y actriz Doris Funcke, estableciéndose ambos en 1979 en Brännö. Hans Råstam falleció en la Parroquia de Styrsö, en Gotemburgo, en el año 2007. Fue enterrado en el Cementerio de Brännö.

## Filmografía (como actor)
- 1963 : Den gula bilen
- 1969 : Friställd (TV)
- 1972 : Rävspel (TV)
- 1973 : Ett köpmanshus i skärgården (TV)
- 1974 : Jourhavande (TV)
- 1976 : A.P. Rosell, bankdirektör (TV)
- 1977 : Soldat med brutet gevär (TV)
- 1979 : Mor gifter sig (TV)
- 1984 : The Ninja Mission
- 1985 : Rid i natt! (TV)
- 1996 : Polisen och pyromanen (TV)

## Teatro (selección)

### Actor
- 1957 : Brott i sol, de Staffan Tjerneld, dirección de Hans Råstam, Atelierteatern[8]

### Director
- 1953 : Søskende, de H.C. Branner, adaptación de Tore Zetterholm, Atelierteatern[9][10]
- 1954 : Jungfrutornet, de Erik Johan Stagnelius, Atelierteatern[11]
- 1955 : The Playboy of the Western World, de John Millington Synge, adaptación de Gustaf Ageberg, Atelierteatern[12]
- 1955 : The Confidential Clerk, de T. S. Eliot, adaptación de Erik Lindegren, Atelierteatern[13]
- 1957 : Brott i sol, de Staffan Tjerneld, Atelierteatern[14]
- 1957 : The Beautiful People, de Ruth Goetz y Augustus Goetz, adaptación de Sven Stolpe, Atelierteatern[15]
- 1966 : Rattle Of A Simple Man, de Charles Dyer, Fredriksdalsteatern[16]